# Triglops jordani
Triglops jordani és una espècie de peix pertanyent a la família dels còtids.

## Descripció
- La femella fa 16,8 cm de llargària màxima.[6]

## Hàbitat
És un peix marí, demersal i de clima temperat (50°N-40°N) que viu entre 15 i 460 m de fondària.

## Distribució geogràfica
Es troba al Pacífic nord-occidental: des del mar del Japó fins al mar d'Okhotsk i l'oest del mar de Bering.

## Observacions
És inofensiu per als humans.